# あなたに逢いたくて
『あなたに逢いたくて』（あなたにあいたくて、Two Much）は、1995年のスペインとアメリカ合衆国との合同で製作されたロマンティック・コメディ映画。

## キャスト
※括弧内は日本語吹替
- アート - アントニオ・バンデラス（大塚明夫）
- ベティ - メラニー・グリフィス（雨蘭咲木子）
- リズ - ダリル・ハンナ（鈴鹿千春）
- ジーン - ダニー・アイエロ（麦人）
- グロリア - ジョーン・キューザック（一柳みる）
- シェルドン - イーライ・ウォラック（上田敏也）
- マニー - ガビーノ・ディエゴ（檀臣幸）
- ハファイア医師 - オースティン・ペンドルトン（仲野裕）
- ソムリエ - ヴィンセント・スキャヴェリ（福田信昭）
- パパラッチ - サンティアゴ・セグラ

## 評価
バンデラスはこの映画でゴヤ賞にノミネートされた。一方、グリフィスとハンナはラジー賞にノミネートされた。

## その他
バンデラスとグリフィスは、この共演をきっかけに関係を深め、1996年に結婚した。